# Río Seti
El río Seti es un importante afluente del río Karnali que drena el oeste de Nepal.

## Curso

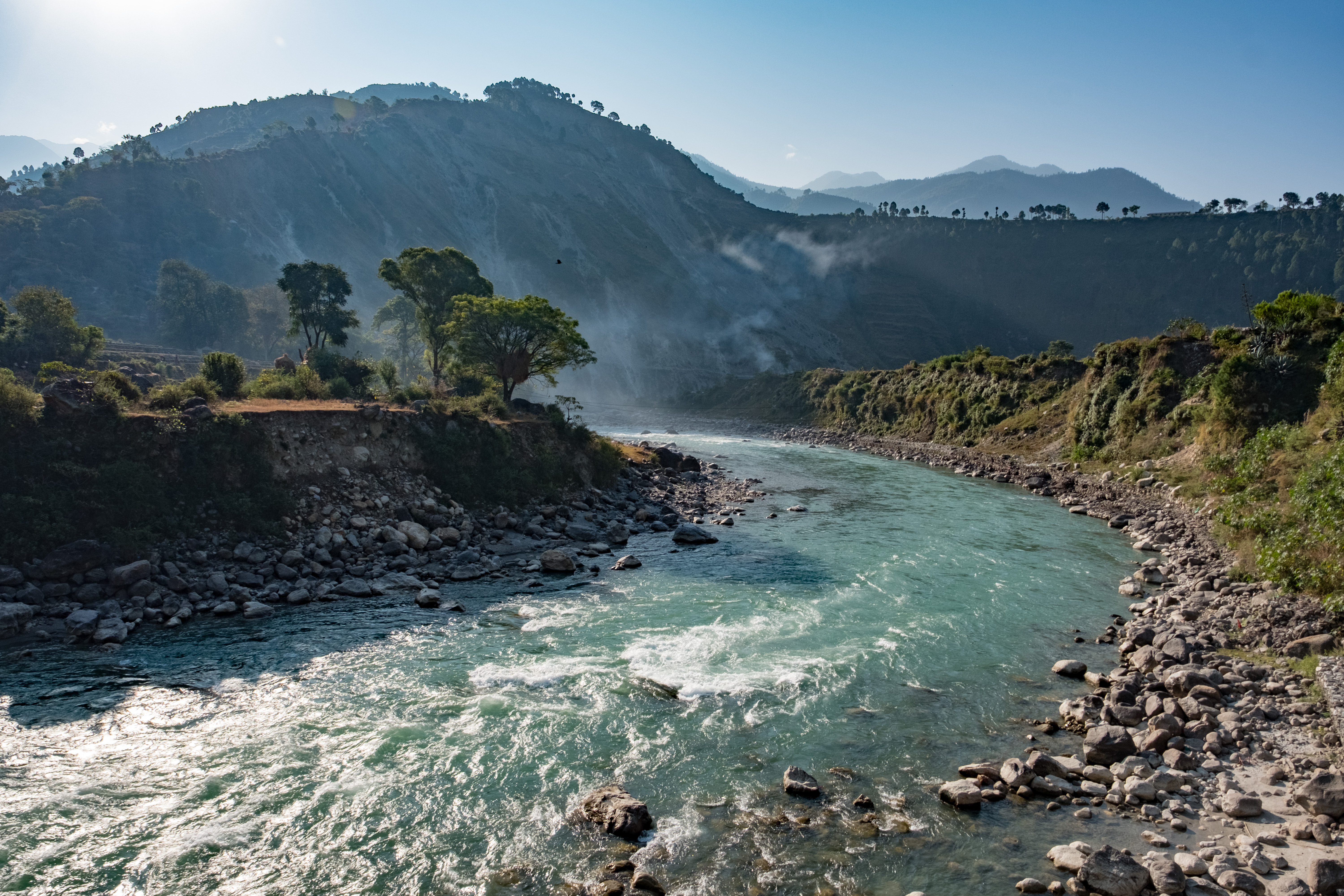
El río Seti en 2017

El Seti se origina en los campos de nieve y los glaciares alrededor de los picos gemelos de Api y Nampa en las laderas orientadas al sur del Himalaya. El área está cerca de la unión de las fronteras de Nepal, India (Kumaon, Uttarakhand) y China (Tíbet). El río fluye primero en dirección sureste, luego gira y fluye hacia el suroeste y finalmente nuevamente hacia el sureste antes de unirse al río Karnali o Ghagra. Ha esculpido un espectacular desfiladero a través de la cordillera Mahabharat y desaparece entre cuevas y túneles durante un pequeño tramo.